# Крюково (Узловский район)
Крюково — деревня в Узловском районе Тульской области России.
В рамках административно-территориального устройства относится к Пашковской сельской администрации Узловского района, в рамках организации местного самоуправления входит в Каменецкое сельское поселение.

## География
Деревня находится в восточной части Тульской области, в лесостепной зоне, на берегу одного из левых притоков реки Любовки, на расстоянии примерно 2 километров (по прямой) к северу от города Узловая, административного центра округа. Абсолютная высота — 219 метров над уровнем моря.

### Климат
Климат характеризуется как умеренно континентальный, с умеренно холодной снежной зимой и тёплым летом. Среднегодовая многолетняя температура воздуха составляет 4,7 °С. Абсолютный минимум температуры воздуха холодного периода составляет −42 °C; абсолютный максимум тёплого периода — 38 °C. Среднегодовое количество атмосферных осадков составляет 585 мм, из которых большая часть (более 70 %) выпадает в период с апреля по октябрь. Снежный покров держится в течение 130 дней. Среднегодовая скорость ветра составляет 3,6 м/с.

### Часовой пояс
Деревня Крюково, как и вся Тульская область, находится в часовой зоне МСК (московское время). Смещение применяемого времени относительно UTC составляет +3:00.

## Население
| 2010 |
| ---- |
| 3    |

### Национальный состав
Согласно результатам переписи 2002 года, в национальной структуре населения русские составляли 100 % из 9 чел.